# Новосёловка (Аулиекольский район)
Новоселовка (каз. Новоселов) — село в Аулиекольском районе Костанайской области Казахстана. Административный центр Новоселовского сельского округа. Находится примерно в 6 км к юго-западу от районного центра, села Аулиеколь. Код КАТО — 393645100.

## Население
В 1999 году население села составляло 811 человек (393 мужчины и 418 женщин). По данным переписи 2009 года, в селе проживало 700 человек (347 мужчин и 353 женщины).